# Blanca Lewin
Blanca Lewin Gajardo (Santiago, 7 de agosto de 1974) es una actriz chilena, de teatro, cine y televisión.  Por su trabajo interpretativo en las artes cinematográficas, ha sido galardonada con importantes premios nacionales e internacionales, alzándose con el Premio Fipresci a la mejor actriz no habla inglesa por su actuación en En la cama.

## Biografía
Nació el 7 de agosto de 1974 en Santiago de Chile. Hija de Andrés Lewin Valdivieso. Por vía paterna, tiene un parentesco con la actriz Francisca Lewin y, por vía materna, con el cineasta Matías Bize.
Cursó sus estudios básicos en el Instituto de Las Hermanas Esclavas del Corazón de Jesús y en el Colegio Compañía de María Seminario en Providencia. A los 12 años, migró a Estados Unidos e ingresó al Sligo Middle School y luego, asistió al Boonsboro Middle School en Maryland.
Realizó estudios superiores de Artes escénicas en la Escuela de Teatro de la Pontificia Universidad Católica de Chile (PUC), egresando como actriz en 1996 con la obra Los ciegos y titulándose en 2006. En 2025 cursó un diplomado en dirección teatral en Universidad Finis Terrae. Para aprobar su examen, escribió y dirigió la obra Vieja loca, protagonizada por Claudia Di Girolamo.

## Carrera artística
Después de egresar y ser un promisorio aunque desconocido proyecto de actriz, la encargada de casting de una agencia de modelos le ofreció una prueba en el canal de música por cable, Vía X. Audicionó y fue reclutada de inmediato como VJ. Casi al mismo tiempo llegó la oferta de TVN para que actuara en la teleserie Tic tac y desde ese momento, su carrera se convirtió en un torbellino participando en exitosas y recordadas telenovelas como Iorana, La fiera, Romané, Pampa ilusión, Puertas adentro, Los Pincheira, Cómplices, entre otras.
En 2000 personificó a Juana de Arco en la obra Juana de Arco, de Coca Duarte en Teatro UC.
Su debut protagónico en la pantalla grande fue con las películas de terror Ángel negro (2000) y Sangre Eterna (2002), ambas dirigidas por el cineasta chileno Jorge Olguín.
Fue premiada como la mejor actriz en el Festival Internacional de Cine de Mannheim-Heidelberg, en Alemania por su actuación en la película Sábado, de Matías Bize. Posteriormente interpretó a Daniela en la cinta En la cama, donde tuvo el rol protagónico junto con Gonzalo Valenzuela.
También ha participado en el programa La liga, que se transmitía en Mega, donde era una de los conductoras.
En 2007 logró consagrar su carrera, gracias a la teleserie Lola de Canal 13, donde obtiene su primer protagónico, el cual la perfiló como uno de los principales rostros femeninos del área dramática de ese canal, y una de las actrices más importantes de Chile.
Fue a Nueva York a rodar su primera película en inglés (New Brooklyn-director Christopher Cannucciari) con el actor Pablo Cerda.
Durante mayo a junio de 2008 fue a rodar a Valladolid, España Extrañamente íntimos, ópera prima de Rubén Alonso, en donde Blanca interpreta a Clara, será la puerta de entrada al cine español. Desde 2003, además, Blanca Lewin es columnista de la revista El Periodista, donde comenta cada dos semanas la realidad nacional e internacional.
En 2010 coprotagonizó la telenovela Feroz, interpretando a Ángela Carrera. Luego siguieron las telenovelas nocturnas Peleles (2011) y Secretos en el jardín (2014) de Canal 13, además de la exitosa serie El reemplazante emitida por TVN, donde interpretó por las dos temporadas a Ana, la profesora de arte del colegio.
En 2015 vuelve a TVN obteniendo unos de los papeles principales en Matriarcas, representando a Chantal Chávez, la antagonista principal. En 2018, vuelve nuevamente a Canal 13 para participar en la exitosa telenovela Pacto de sangre.

## Vida personal
En 2005 Blanca Lewin inició una relación con el músico y compositor Leo Quinteros. Ambos fueron padres de Marina Quinteros, nacida en 2009. La pareja se separó en 2012. 
En 2013 inició una relación con el periodista Daniel Matamala Thomsen, con quien contrajo matrimonio en 2020 tras siete años de relación. Lewin y Matamala tuvieron a Eloy Matamala, nacido en 2016. A inicios de 2022 comenzó a surgir el rumor de que Matamala y Lewin habían puesto fin a su relación tras dos años de matrimonio, lo cual fue confirmado posteriormente.

## Filmografía

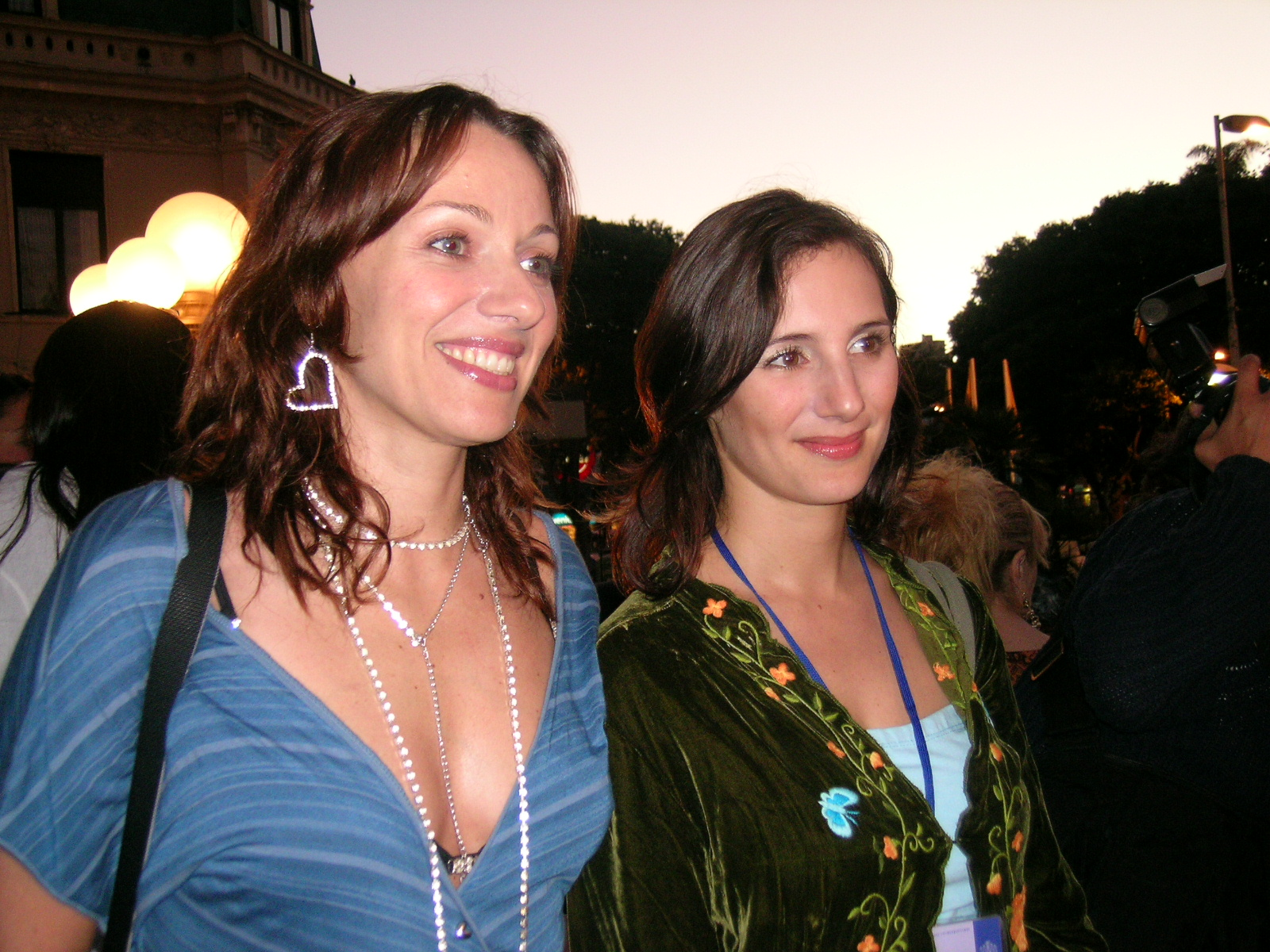
Lewin (a la derecha) junto a Katyna Huberman en el Festival Internacional de Cine de Viña del Mar de 2006.

| Año  | Título                        | Papel              | Director                |
| ---- | ----------------------------- | ------------------ | ----------------------- |
| 1997 | Sin miedo a la muerte         | Alejandra          | Ricardo Harrington      |
| 1998 | Gringuito                     | —                  | Sergio Castilla         |
| 1998 | Aventureros del fin del mundo | Nayara             | Miguel Littín           |
| 1998 | El duelo                      | Luzmira Pizarro    | Miguel Littín           |
| 1999 | 36 veces                      | —                  | Jerónimo Rodríguez      |
| 2000 | Ángel negro                   | Ángel Cruz         | Jorge Olguín            |
| 2002 | Sangre eterna                 | Camila             | Jorge Olguín            |
| 2003 | Sábado                        | Blanca             | Matías Bize             |
| 2005 | En la cama                    | Daniela            | Matías Bize             |
| 2005 | Como un avión estrellado      | Guardacosta        | Ezequiel Acuña          |
| 2008 | New Brooklyn                  | Marta Piro         | Christopher Cannucciari |
| 2008 | Íntimos y extraños            | Clara              | Rubén Alonso            |
| 2010 | La vida de los peces          | Beatriz            | Matías Bize             |
| 2012 | Bombal                        | María Luisa Bombal | Marcelo Ferrari         |
| 2013 | Cirqo                         | Elsa               | Orlando Lübbert         |
| 2014 | El crítico                    | Stellamaris        | Hernán Guerschuny       |
| 2014 | El árbol magnético            | Olga               | Isabel de Ayguavives    |
| 2017 | Vida en familia               | Consuelo           | Cristián Jiménez        |
| 2017 | Un día cualquiera             | Claudia            | Sebastián Brahm         |
| 2019 | Perro bomba                   | Esperanza          | Juan Cáceres            |
| 2022 | Mensajes privados             | —                  | Matías Bize             |
| 2024 | Allanamiento                  | Novoa              | Tomás González Matos    |
| 2025 | Patio de chacales             | —                  | Diego Figueroa          |

| Año  | Título                       | Papel  | Director           |
| ---- | ---------------------------- | ------ | ------------------ |
| 1999 | Equipado con caja automática | Isabel | Gonzalo San Martín |
| 1999 | Carla y Max                  | Carla  | Matías Bize        |
| 2000 | Adiós mundo cruel            | —      | Roberto Cañas      |
| 2000 | La gente está esperando      | Teresa | Matías Bize        |

## Televisión
| Año  | Título                | Papel                     | Ref.            |
| ---- | --------------------- | ------------------------- | --------------- |
| 1997 | Oro verde             | Consuelo                  | 1 episodio      |
| 1997 | Tic Tac               | Macarena Mendizábal       |                 |
| 1998 | Iorana                | Tiare Tepano              |                 |
| 1999 | La Fiera              | Tránsito Catrilaf         | [ 18 ]          |
| 2000 | Romané                | Milenka California        | [ 19 ]          |
| 2001 | Pampa Ilusión         | Clara Montes              |                 |
| 2003 | Puertas Adentro       | Déborah Castro            |                 |
| 2004 | Los Pincheira         | Samira Abu Kassem         |                 |
| 2005 | Los Capo              | Beatrice Capo             |                 |
| 2006 | Cómplices             | Emilia Pedraza            |                 |
| 2007 | Lola                  | Dolores "Lola" Padilla    | Papel principal |
| 2008 | Lola Baby             | Josefina ''Pepa'' Galindo | Papel principal |
| 2010 | Feroz                 | Ángela Carrera            |                 |
| 2011 | Peleles               | Mónica Dávila             | Antagonista     |
| 2013 | Secretos en el jardín | Bárbara Benoit            | Papel principal |
| 2015 | Matriarcas            | Chantal Chávez            | Antagonista     |
| 2018 | Pacto de sangre       | Maite Altamirano          |                 |
| 2020 | La torre de Mabel     | Pandora Torres            |                 |

| Año       | Título                       | Papel            | Ref.                                |
| --------- | ---------------------------- | ---------------- | ----------------------------------- |
| 1997      | Laberinto                    | Eliana Vizcarra  | Episodio: La vida prende de un hilo |
| 1998      | Sucupira, la comedia         | Blanca           | Episodio: Minuto de confianza       |
| 2000      | Vigías del sur               | Lorena           |                                     |
| 2002      | Mira tú                      | Belinda          | Papel principal                     |
| 2003      | Cuentos de mujeres           | Daniela / Ángela | 2 episodios                         |
| 2004      | La vida es una lotería       | Cynthia          | Episodio: El destino                |
| 2005      | Tiempo final: En tiempo real | Lucía            | 2 episodios                         |
| 2007      | Mi primera vez               | Angelina         | T1. Episodio: Tardía iniciación     |
| 2011-2013 | Prófugos                     | Laura Ferragut   | T1-T2. Antagonista                  |
| 2012-2014 | El reemplazante              | Ana              | T1-T2. Papel principal              |
| 2014      | La canción de tu vida        | Catalina         | Episodio: Cariño malo               |
| 2020      | El presidente                | Sofía Díaz       |                                     |

Programas
- 2000: Britania (Vía X) - Conductora
- 2002: Marcha blanca (Vía X) - Conductora
- 2002: Rojo fama contrafama (TVN) - Jueza
- 2007: La Liga (Mega) - Conductora
- 2007: Locos por el baile (Canal 13) - Participante
- 2008: Vértigo VS (Canal 13) - Participante
- 2010: Fotografías (Canal 13) - Conductora
- 2011: Prófugos Macking-of (HBO) - Conductora
- 2019: Chile 50 (TVN) - Conductora
- 2023: Hora 25 (TVN) - Conductora

## Teatro
- 1996: Los ciegos (dir.: Rodrigo Pérez Müffeler)
- 1997: Palomita blanca. (dir.: Sergio Gómez)
- 1998: El vestidor (dir.: Ramón López)
- 2000: Juana de Arco (dir.: Horacio Videla)
- 2002: Orfeo (dir.: Leonardo Bustos)
- 2003: Edipo (dir.: Carlos Bórquez)
- 2006: Roberto Zucco (dir.: Víctor Carrasco)
- 2006: Desafección (dir.: Raúl Miranda)
- 2008: Las tres hermanas (dir.: Víctor Carrasco)
- 2010. La casa de los espíritus (dir.: José Zayas)
- 2011: La mujer de antes (dir.: Alessandra Guerzoni)
- 2012: Homenaje 42 26, 73 35 (dir.: Ramón López)
- 2013: Un dios salvaje (dir.: Andrés Céspedes)
- 2013: Aquí están (dir.: Claudia di Girolamo)
- 2015: Le preno (dir.: Pato Pimienta)
- 2018: Relatividad (dir.: Héctor Morales)
- 2020: Perfectos desconocidos (dir.: Franco Battista)
- 2022: He nacido para verte sonreír (dir.: Paulo Brunetti)
- 2023: En el medio (dir.: Aliocha de la Sotta)
- 2023: Callas: la hija del destino (dir.: Jesús Urquieta)
- 2024. Kelü (dir.: Ana López Montaner)

## Vídeos musicales
| Año  | Título   | Artista       | Dirección       |
| ---- | -------- | ------------- | --------------- |
| 2007 | Ahora!   | Leo Quinteros | Pablo Mantilla  |
| 2017 | Por Amor | Lucybell      | Jorge Fernández |

## Extras
- Revista El Periodista (2004-presente)
- Radio Rock & Pop (2000)
- Jurado Me gusta Chile (agosto de 2007)
- Radio Concierto (2005-2012)
- Candidata a Reina Guachaca (2008)
- Radio Uno (2008-?)
- Radio Play FM (2012-2015)
- Jurado Premios Pedro Sienna (abril de 2009)
- Radio Universo (desde 2023)

## Premios y nominaciones
| Premio                                                | Año  | Categoría                           | Producción           | Resultado |
| ----------------------------------------------------- | ---- | ----------------------------------- | -------------------- | --------- |
| Premios Apes                                          | 2001 | Mejor actriz de reparto             | Pampa Ilusión        | Ganadora  |
| Premios Apes                                          | 2003 | Mejor actriz en cine                | En la cama           | Ganadora  |
| Premios Apes                                          | 2007 | Mejor actuación complementaria      | Lola                 | Ganadora  |
| Festival Internacional de cine de Mannheim-Heidelberg | 2003 | Mejor actriz de cine                | Sábado               | Ganadora  |
| Festival Internacional de cine de Down Under          | 2003 | Mejor actriz de cine                | Sábado               | Ganadora  |
| Festival Internacional de cine de Viña del Mar        | 2005 | Mejor actriz de cine                | En la cama           | Ganadora  |
| Premios Wikén                                         | 2005 | Mejor actriz de cine                | En la cama           | Ganadora  |
| Festival de cine Internacional de Palm Springs        | 2006 | Mejor actriz de cine                | En la cama           | Ganadora  |
| Festival de cine de Lima                              | 2006 | Mejor actriz de cine                | En la cama           | Ganadora  |
| Festival de cine de Chipre                            | 2006 | Mejor actriz de cine                | En la cama           | Ganadora  |
| Premios Altazor                                       | 2006 | Mejor actriz de cine                | En la cama           | Ganadora  |
| Premios Altazor                                       | 2008 | Mejor actriz de televisión          | Lola                 | Nominada  |
| Premios Altazor                                       | 2011 | Mejor actriz en cine                | La vida de los peces | Ganadora  |
| Premios Pedro Sienna                                  | 2006 | Mejor actriz en cine                | En la cama           | Ganadora  |
| Premios Pedro Sienna                                  | 2011 | Mejor actriz en cine                | La vida de los peces | Nominada  |
| Premios Pedro Sienna                                  | 2012 | Mejor actriz en cine                | Bombal               | Nominada  |
| Federación Internacional de la Prensa Cinematográfica | 2007 | Mejor actriz no habla inglesa       | En la cama           | Ganadora  |
| Premios Fotech                                        | 2007 | Mejor actriz principal - Teleseries | Lola                 | Ganadora  |
| Copihue de Oro                                        | 2007 | Mejor actriz de televisión          | Lola                 | Nominada  |
| Copihue de Oro                                        | 2011 | Mejor actriz de cine                | La vida de los peces | Nominada  |